# Merete Myklebust
Merete Myklebust, född den 16 maj 1973 i Ålesund, Norge, är en norsk fotbollsspelare. Vid fotbollsturneringen under OS 1996 i Atlanta deltog hon i det norska lag som tog brons.